# 局在表面プラズモン
局在表面プラズモン (localized surface plasmon、LSP) はプラズモン励起に使用される光の波長と同じくらいもしくは小さいナノ粒子中の表面プラズモン閉じ込めの結果である。LSPには2つの重要な効果がある。粒子表面近くの電場が大きく強められ、粒子の光吸収がプラズモン共鳴周波数で最大値をとる。この増強は表面からの距離が離れるにつれて非常に早く減少し、貴金属のナノ粒子の場合可視光波長で共鳴が起こる。半導体ナノ粒子の場合、最大光吸収は近赤外および中赤外領域で起こることが多い。

## 応用
プラズモン共鳴周波数は環境の屈折率に非常に敏感であり、屈折率の変化が共鳴周波数のシフトをもたらす。共鳴周波数を測定することは簡単なため、これによりLSPナノ粒子をナノスケールの検知に使用することができる。LSP共鳴を示すナノ構造は分光法に基づく最新の解析技術により信号を増強するために使われる。ナノスケールでの効率的な光-発熱に頼る他の用途として、熱補助型磁気記録(HAMR)、光温熱がん治療、熱電変換がある。これまで、プラズモニクスを用いた高効率の応用は、特に光スペクトル範囲（可視光および近赤外線）における金属内部の高い抵抗損失のため実現されていない。